# Premiera

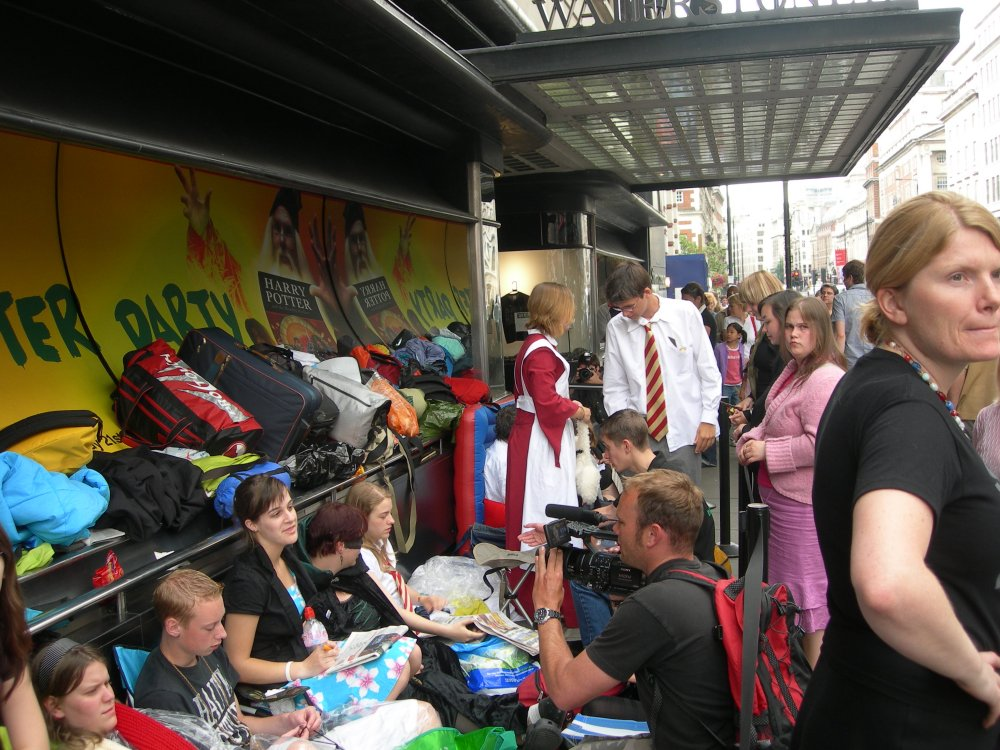
Fani Harry’ego Pottera oczekujący na premierę 7 części serii przed księgarnią w Londynie

Premiera (z fr. première – „pierwsza”, od wyrażenia première représentation – „pierwsze przedstawienie”) – pierwsze przedstawienie danego utworu lub towaru szerokiej publiczności. 
Początkowo określenie odnosiło się wyłącznie do inscenizacji teatralnej bądź operowej – przy czym obejmuje ono oddzielnie każdą inscenizację (nawet tego samego utworu). Obecnie termin ten rozciągnięto na inne dziedziny – mówi się o premierze filmowej, wydawniczej bądź gry komputerowej.
Obecnie premiery książek z popularnych serii (np. Harry Potter, Eragon, Zmierzch), a także wysokobudżetowych filmów i gier są zazwyczaj synchronizowane dla danego kraju (bądź całego świata) i mają charakter uroczysty, łączone są często z szeroko zakrojonymi akcjami promocyjnymi.